# Tauranga Airport
Port lotniczy Tauranga (ang. Tauranga Airport, IATA: TRG, ICAO: NZTG) – regionalny port lotniczy położony 4 km na północny wschód od centrum miasta Tauranga, u wybrzeży Tauranga Harbour w Zatoce Obfitości na Wyspie Północnej w Nowej Zelandii.
Regularne połączenia lotnicze obsługuje linia Eagle Airways, Air Nelson i Mount Cook Airlines (właścicielem wszystkich jest Air New Zealand), które  korzystają odpowiednio z samolotów Beechcraft 1900 D, de Havilland Canada Dash 8 Q 300 i ATR 72.
Port lotniczy Tauranga zajmuje piąte miejsce na liście lotnisk w Nowej Zelandii pod względem liczby operacji. W 2011 lotnisko obsłużyło 245 tys. pasażerów.
Przy lotnisku znajduje się Classic Flyers Museum.

## Linie lotnicze i połączenia
| Linie lotnicze                                             | Połączenia                                 |
| ---------------------------------------------------------- | ------------------------------------------ |
| Air New Zealand Link obsługiwane przez Air Nelson          | Auckland, Christchurch, Wellington         |
| Air New Zealand Link obsługiwane przez Eagle Airways       | Auckland                                   |
| Air New Zealand Link obsługiwane przez Mount Cook Airlines | Auckland                                   |
| Great Barrier Airlines                                     | Port lotniczy Great Barrier                |
| Sunair                                                     | Gisborne, Great Barrier, Napier, Whitianga |

## Katastrofa National New Zealand Airways Corporation Lot 441
3 lipca 1963 r. samolot Douglas DC-3 o numerze rejestracyjnym ZK-AYZ, należący do linii lotniczych New Zealand National Airways Corporation, wykonujący lot nr 441 z Whenuapai do portu lotniczego Tauranga rozbił się w fatalnych warunkach pogodowych o zbocza Kaimai Range. W katastrofie zginęło 20 pasażerów i trzech członków załogi (wszyscy obecni na pokładzie).